# Maneco Vargas
Manuel Antônio Sarmanho Vargas (São Borja, 17 de fevereiro de 1917 — Itaqui, 15 de janeiro de 1997), mais conhecido como Maneco Vargas, foi um político brasileiro.
Filho de Getúlio Vargas, ex-presidente do Brasil, e de sua esposa, Darcy Vargas, Manuel Vargas formou-se engenheiro agrônomo pela Escola Superior de Agricultura Luiz de Queiroz, em Piracicaba, no estado de São Paulo. No ano de 1954, casou-se com Vera Maria Silva Tavares, com quem teve quatro filhos: Yara Maria, Getúlio, Manoel Antônio e Bettina. 
Em 1954, Maneco estava com problemas financeiros pois contraíra uma série de dívidas desde que entrara na política. Para honrar seus compromissos, vendeu a Gregório Fortunato duas propriedades, a partir do empréstimo bancário do ministro do trabalho, João Goulart. A revelação de que um ministro avalizara um empréstimo numa instituição financeira, em nome do guarda-costas do palácio, para ajudar a cobrir uma dívida pessoal do filho do presidente deixou Getúlio Vargas profundamente abalado na semana de seu suicídio.
Foi designado secretário de Agricultura do Rio Grande do Sul e foi eleito prefeito de Porto Alegre (1955).
Deixou a vida política para dedicar-se à estância da família, em Itaqui, onde foi encontrado morto, com um tiro de revólver calibre 38 no coração. Acredita-se que tenha cometido suicídio. Seu filho, Getúlio Dorneles Vargas Neto, também se matou com um tiro em 2017.